# Еміль Мацув
Еміль Готтліб Мацув (нім. Emil Gottlieb Mazuw; 21 вересня 1900, Ессен — 11 грудня 1987, Карлсруе) — німецький офіцер, обергрупенфюрер СС і генерал поліції (20 квітня 1942), генерал військ СС (1 липня 1944).

## Біографія
За професією — машиніст-механік. Учасник Першої світової війни, з квітня 1918 по червень 1921 року служив у ВМФ, в тому числі на крейсері «Дрезден». Після демобілізації працював машиністом локомотива. 1 квітня 1928 року вступив в НСДАП (квиток №85 231) і СА, 7 червня 1930 року — в СС (квиток №2556). З 18 листопада 1930 року — командир 63-ї штурму СС (Кобург), з 4 березня по 11 квітня 1932 року — 1-го штурмбана 41-го штандарта СС, з 10 вересня 1932 року — штандарта штандарта. З 20 листопада 1933 року — керівник 28-го (Регенсбург), з 1 вересня 1934 року — 13-го абшніта СС (Штеттін). В квітні 1934 року пройшов вишкіл в 25-му піхотному полку. 1 квітня 1936 року призначений керівником оберабшніта СС «Північ» (з 1940 року — «Остзе»), залишався на цій посаді до кінця війни. У травні 1936 року обраний депутатом Рейхстагу від Померанії. З 28 серпня 1938 року — вищий керівник СС і поліції «Північ» (з 1940 «Остзе») зі штаб-квартирою в Штеттіні. З 1940 року значився офіцером запасу «Лейбштандарту». Учасник Французької кампанії. 9 травня 1945 року заарештований британськими військами. 6 квітня 1948 року засуджений до 8 років ув'язнення. 7 квітня 1951 року за перевищення службових повноважень засуджений до 8.5 років з врахування вже відбутого терміну. 19 грудня 1951 року достроково звільнений.

## Звання
- Трупфюрер СС (7 червня 1930)
- Штурмфюрер СС (листопад 1930)
- Штурмгауптфюрер СС (лютий 1932)
- Штурмбанфюрер СС (квітень 1932)
- Штандартенфюрер СС (січень 1933)
- Оберфюрер СС (березень 1934)
- Лейтенант резерву (квітень 1934)
- Бригадефюрер СС (січень 1936)
- Групенфюрер СС (вересень 1936)
- Гауптштурмфюрер резерву військ СС (червень 1940)
- Генерал-лейтенант поліції (квітень 1941)
- Обергрупенфюрер СС і генерал поліції (квітень 1942)
- Генерал військ СС (липень 1944)

## Нагороди
- Німецький кінний знак в бронзі
- Золотий партійний знак НСДАП
- Почесний кут старих бійців
- Почесний хрест ветерана війни
- Почесна шпага рейхсфюрера СС
- Кільце «Мертва голова»
- Медаль «За вислугу років у НСДАП» в бронзі (10 років)
- Медаль «За вислугу років в СС» 4-го, 3-го і 2-го ступеня (12 років)
- Залізний хрест 2-го класу — за заслуги під час Французької кампанії.
- Хрест Воєнних заслуг 2-го і 1-го класу з мечами